# Temporada 2010 de GP3 Series
La temporada 2010 de GP3 Series es la primera temporada del campeonato de GP3 Series, una antesala de la GP2 Series. El campeonato consta de 8 rondas, el campeonato empieza en el Circuito de Cataluña y termina el 12 de septiembre en el Autodromo Nazionale Monza. 10 escuderías fueron anunciadas con 3 pilotos en cada una. El ganador de esta primera temporada fue el mexicano Esteban Gutiérrez, se proclama campeón en la clasificación de la última ronda del campeonato.

## Escuderías y pilotos
- Los números se han otorgado respecto a las posiciones de tiempo conseguidas en un test de pretemporada de GP3 en el Circuito Paul Ricard.

| Escudería            | N.º | Piloto                 | Rondas    |
| -------------------- | --- | ---------------------- | --------- |
| ART Grand Prix       | 1   | Alexander Rossi        | Todas     |
| ART Grand Prix       | 2   | Esteban Gutiérrez      | Todas     |
| ART Grand Prix       | 3   | Pedro Nunes            | Todas     |
| Status Grand Prix    | 4   | Robert Wickens         | Todas     |
| Status Grand Prix    | 5   | Ivan Lukashevich       | Todas     |
| Status Grand Prix    | 6   | Daniel Morad           | Todas     |
| Manor Racing         | 7   | James Jakes            | 1–5, 8    |
| Manor Racing         | 7   | Adrien Tambay          | 6–7       |
| Manor Racing         | 8   | Rio Haryanto           | Todas     |
| Manor Racing         | 9   | Adrian Quaife-Hobbs    | Todas     |
| RSC Mücke Motorsport | 10  | Nigel Melker           | Todas     |
| RSC Mücke Motorsport | 11  | Renger van der Zande   | Todas     |
| RSC Mücke Motorsport | 12  | Tobias Hegewald        | Todas     |
| Carlin               | 14  | Josef Newgarden        | Todas     |
| Carlin               | 15  | Dean Smith             | Todas     |
| Carlin               | 16  | Lucas Foresti          | 1, 3–5, 8 |
| Carlin               | 16  | Mikhail Aleshin        | 2         |
| Carlin               | 16  | António Félix da Costa | 6–7       |
| Addax Team           | 17  | Felipe Guimarães       | Todas     |
| Addax Team           | 18  | Pablo Sanchez          | Todas     |
| Addax Team           | 19  | Mirko Bortolotti       | Todas     |
| MW Arden             | 20  | Michael Christensen    | Todas     |
| MW Arden             | 21  | Miki Monrás            | Todas     |
| MW Arden             | 22  | Leonardo Cordeiro      | Todas     |
| Jenzer Motorsport    | 23  | Pål Varhaug            | Todas     |
| Jenzer Motorsport    | 24  | Simon Trummer          | 1–5, 7–8  |
| Jenzer Motorsport    | 24  | Marco Barba            | 6         |
| Jenzer Motorsport    | 25  | Nico Müller            | Todas     |
| Tech 1 Racing        | 26  | Doru Sechelariu        | Todas     |
| Tech 1 Racing        | 27  | Daniel Juncadella      | 1         |
| Tech 1 Racing        | 27  | Stefano Coletti        | 2–8       |
| Tech 1 Racing        | 28  | Jean-Éric Vergne       | 1, 3      |
| Tech 1 Racing        | 28  | Jim Pla                | 2         |
| Tech 1 Racing        | 28  | Daniel Juncadella      | 4–5, 7–8  |
| ATECH CRS GP         | 29  | Patrick Reiterer       | 1–2       |
| ATECH CRS GP         | 29  | Roberto Merhi          | 3–8       |
| ATECH CRS GP         | 30  | Oliver Oakes           | Todas     |
| ATECH CRS GP         | 31  | Vittorio Ghirelli      | Todas     |
| Escudería            | N.º | Piloto                 | Rondas    |

ART Grand Prix firmó a Esteban Gutiérrez, quien pilotó para el equipo en las F3 Euroseries 2009. A él se unen por Pedro Nunes, quien disputó la misma serie en el equipo Manor, y el expiloto de ISR Racing en Fórmula Master Internacional 2009, el piloto Alexander Rossi.
Después de perderse la temporada de carreras 2009, Iván Lukashevich pilota para Status GP. A él se unen el piloto canadiense subcampeón de la temporada 2009 de Fórmula Dos, Robert Wickens y el excampeón de Fórmula BMW Estadounidesne, Daniel Morad, que no corrió en 2009.

## Calendario
Un calendario de ocho rondas se anunció el 18 de diciembre de 2009. El 30 de abril de 2010, se anunció que el campeonato aumentaría a nueve rondas, con una ronda en apoyo del Gran Premio de Turquía de 2010. Con la cancelación de la ronda en Portimão, el calendario regresó a ocho rondas.
| Ronda | Ronda | Circuito                                     | País        | Fecha            |
| ----- | ----- | -------------------------------------------- | ----------- | ---------------- |
| 1     | L     | Circuito de Barcelona-Cataluña, Barcelona    | España      | 8 de mayo        |
| 1     | C     | Circuito de Barcelona-Cataluña, Barcelona    | España      | 9 de mayo        |
| 2     | L     | Circuito de Estambul, Estambul               | Turquía     | 29 de mayo       |
| 2     | C     | Circuito de Estambul, Estambul               | Turquía     | 30 de mayo       |
| 3     | L     | Circuito urbano de Valencia, Valencia        | España      | 26 de junio      |
| 3     | C     | Circuito urbano de Valencia, Valencia        | España      | 27 de junio      |
| 4     | L     | Circuito de Silverstone, Silverstone         | Reino Unido | 10 de julio      |
| 4     | C     | Circuito de Silverstone, Silverstone         | Reino Unido | 11 de julio      |
| 5     | L     | Hockenheimring, Hockenheim                   | Alemania    | 24 de julio      |
| 5     | C     | Hockenheimring, Hockenheim                   | Alemania    | 25 de julio      |
| 6     | L     | Hungaroring, Budapest                        | Hungría     | 31 de julio      |
| 6     | C     | Hungaroring, Budapest                        | Hungría     | 1 de agosto      |
| 7     | L     | Circuito de Spa-Francorchamps, Francorchamps | Bélgica     | 28 de agosto     |
| 7     | C     | Circuito de Spa-Francorchamps, Francorchamps | Bélgica     | 29 de agosto     |
| 8     | L     | Autodromo Nazionale di Monza, Monza          | Italia      | 11 de septiembre |
| 8     | C     | Autodromo Nazionale di Monza, Monza          | Italia      | 12 de septiembre |

## Resultados

### Temporada
| Ronda | Ronda | Ronda             | Pole Position     | Vuelta rápida     | Piloto ganador    | Escudería ganadora | Resultados |
| ----- | ----- | ----------------- | ----------------- | ----------------- | ----------------- | ------------------ | ---------- |
| 1     | L     | Barcelona         | Nigel Melker      | Miki Monrás       | Pål Varhaug       | Jenzer Motorsport  | Resultados |
| 1     | C     | Barcelona         |                   | Alexander Rossi   | Alexander Rossi   | ART Grand Prix     | Resultados |
| 2     | L     | Estambul          | Nigel Melker      | Esteban Gutiérrez | Esteban Gutiérrez | ART Grand Prix     | Resultados |
| 2     | C     | Estambul          |                   | Esteban Gutiérrez | Rio Haryanto      | Manor Racing       | Resultados |
| 3     | L     | Valencia          | Esteban Gutiérrez | Esteban Gutiérrez | Esteban Gutiérrez | ART Grand Prix     | Resultados |
| 3     | C     | Valencia          |                   | Roberto Merhi     | Nico Müller       | Jenzer Motorsport  | Resultados |
| 4     | L     | Silverstone       | Esteban Gutiérrez | Esteban Gutiérrez | Esteban Gutiérrez | ART Grand Prix     | Resultados |
| 4     | C     | Silverstone       |                   | Daniel Morad      | Daniel Morad      | Status Grand Prix  | Resultados |
| 5     | L     | Hockenheim        | Josef Newgarden   | Robert Wickens    | Robert Wickens    | Status Grand Prix  | Resultados |
| 5     | C     | Hockenheim        |                   | Esteban Gutiérrez | Esteban Gutiérrez | ART Grand Prix     | Resultados |
| 6     | L     | Budapest          | Nico Müller       | Esteban Gutiérrez | Nico Müller       | Jenzer Motorsport  | Resultados |
| 6     | C     | Budapest          |                   | Robert Wickens    | Alexander Rossi   | ART Grand Prix     | Resultados |
| 7     | L     | Spa-Francorchamps | Robert Wickens    | Nico Müller       | Robert Wickens    | Status Grand Prix  | Resultados |
| 7     | C     | Spa-Francorchamps |                   | Nico Müller       | Adrien Tambay     | Manor Racing       | Resultados |
| 8     | L     | Monza             | Esteban Gutiérrez | Esteban Gutiérrez | Esteban Gutiérrez | ART Grand Prix     | Resultados |
| 8     | C     | Monza             |                   | Leonardo Cordeiro | Robert Wickens    | Status Grand Prix  | Resultados |

## Clasificaciones

### Campeonato de Pilotos
| Pos | Piloto                 | BAR | BAR | IST | IST | VAL | VAL | SIL | SIL | HOC | HOC | BUD | BUD | SPA | SPA | MNZ | MNZ | Puntos |
| --- | ---------------------- | --- | --- | --- | --- | --- | --- | --- | --- | --- | --- | --- | --- | --- | --- | --- | --- | ------ |
| 1   | Esteban Gutiérrez      | 3   | 3   | 1   | 7   | 1   | 7   | 1   | 3   | 4   | 1   | 2   | 5   | 16  | 7   | 1   | Ret | 88     |
| 2   | Robert Wickens         | 2   | 4   | 11  | 21  | 2   | 16  | 9   | 5   | 1   | 5   | 4   | 2   | 1   | 11  | 2   | 1   | 71     |
| 3   | Nico Müller            | 13  | 9   | 6   | 4   | 7   | 1   | 3   | 4   | Ret | 17  | 1   | 6   | 4   | 6   | 4   | 3   | 53     |
| 4   | Alexander Rossi        | 8   | 1   | 4   | 3   | Ret | Ret | 5   | 2   | Ret | 8   | 8   | 1   | 13  | 2   | Ret | 15  | 38     |
| 5   | Rio Haryanto           | 20  | 25  | 8   | 1   | 6   | 4   | 2   | Ret | Ret | Ret | 20  | 11  | 18  | 18  | 3   | 23  | 27     |
| 6   | Roberto Merhi          |     |     |     |     | 3   | 2   | Ret | 19  | 16  | Ret | Ret | 22  | 2   | 22† | 6   | 4   | 26     |
| 7   | Dean Smith             | 4   | 5   | 22† | 10  | 17  | 23  | 6   | 22  | 9   | 12  | 5   | 3   | 6   | 4   | Ret | 16  | 24     |
| 8   | James Jakes            | 9   | 7   | 2   | 8   | 8   | 3   | Ret | 11  | 2   | Ret |     |     |     |     | 13  | Ret | 21     |
| 9   | Stefano Coletti        |     |     | 24† | 14  | 10  | 6   | 10  | Ret | 5   | 3   | 3   | 4   | Ret | 24  | 16  | 20  | 18     |
| 10  | Miki Monrás            | 10  | 23  | 7   | 2   | 5   | 13  | 15  | 18  | Ret | 15  | Ret | 20  | 9   | 3   | 11  | 6   | 17     |
| 11  | Mirko Bortolotti       | 16  | Ret | 25† | 12  | 18  | 10  | 8   | 13  | 6   | 4   | 11  | 8   | Ret | 14  | 5   | 2   | 16     |
| 12  | Daniel Morad           | Ret | 22  | 5   | 5   | 19  | 12  | 7   | 1   | Ret | 9   | 21  | 12  | Ret | 16  | 9   | 7   | 15     |
| 13  | Pål Varhaug            | 1   | Ret | 15  | 18  | 11  | 8   | 14  | 9   | 12  | Ret | 17  | 23  | 15  | 17  | 14  | 19  | 10     |
| 14  | Daniel Juncadella      | 11  | 11  |     |     |     |     | Ret | Ret | 8   | 2   |     |     | 5   | DSQ | 22  | Ret | 10     |
| 15  | Adrian Quaife-Hobbs    | 21  | 26  | Ret | Ret | 12  | 5   | Ret | Ret | DNS | 18  | 12  | 7   | 3   | 5   | 17  | 22  | 10     |
| 16  | Felipe Guimarães       | Ret | 20  | 3   | 6   | Ret | 18  | Ret | 23  | 7   | 7   | 13  | Ret | Ret | 9   | Ret | 17  | 9      |
| 17  | Jean-Éric Vergne       | 5   | 21  |     |     | 4   | 17  |     |     |     |     |     |     |     |     |     |     | 9      |
| 18  | Josef Newgarden        | Ret | 16  | 10  | 23  | Ret | 26  | 16  | 10  | 18† | 19  | 7   | Ret | Ret | 21  | 7   | 5   | 8      |
| 19  | Lucas Foresti          | 7   | 2   |     |     | 21  | 28  | 18  | 16  | Ret | 14  |     |     |     |     | 20  | Ret | 7      |
| 20  | Adrien Tambay          |     |     |     |     |     |     |     |     |     |     | 18  | 9   | Ret | 1   |     |     | 6      |
| 21  | Renger van der Zande   | 15  | 24  | Ret | Ret | Ret | 24  | 11  | 7   | 3   | Ret | 9   | Ret | Ret | Ret | Ret | Ret | 6      |
| 22  | Tobias Hegewald        | 17  | 13  | 16  | 15  | 9   | 29† | 4   | 6   | Ret | Ret | 15  | Ret | 11  | 8   | 10  | 11  | 6      |
| 23  | Nigel Melker           | Ret | 14  | 23  | 17  | Ret | 15  | 12  | Ret | Ret | Ret | 23  | 14  | 12  | 15  | 8   | 13  | 5      |
| 24  | Pedro Nunes            | 12  | 6   | Ret | 19  | 15  | 11  | Ret | 20  | 14  | 6   | 19  | Ret | 7   | 19  | 24  | Ret | 4      |
| 25  | Simon Trummer          | 6   | 8   | 20  | 13  | 13  | 27  | 17  | 12  | 11  | Ret |     |     | 8   | Ret | Ret | 24  | 4      |
| 26  | António Félix da Costa |     |     |     |     |     |     |     |     |     |     | 6   | 17  | Ret | 12  |     |     | 3      |
| 27  | Leonardo Cordeiro      | 18  | 12  | 18  | 24  | Ret | 21  | Ret | Ret | Ret | Ret | 22  | 13  | 14  | Ret | Ret | 8   | 1      |
| 28  | Oliver Oakes           | 14  | 10  | 12  | Ret | Ret | 19  | 13  | 8   | 13  | 20† | 16  | 10  | 17  | 10  | 12  | 9   | 0      |
| 29  | Doru Sechelariu        | 22  | Ret | 9   | 9   | Ret | 20  | Ret | 17  | 10  | DSQ | 14  | 21  | Ret | 20  | 21  | 18  | 0      |
| 30  | Pablo Sánchez López    | Ret | 15  | 21  | 16  | 14  | 9   | 21  | 14  | Ret | 11  | Ret | 16  | Ret | 25  | 18  | 12  | 0      |
| 31  | Michael Christensen    | Ret | 18  | 13  | 11  | Ret | 14  | Ret | 15  | Ret | 10  | 10  | Ret | 10  | 23† | 15  | 10  | 0      |
| 32  | Ivan Lukashevich       | 19  | 19  | 19  | 27  | 16  | 25  | 19  | Ret | 17  | 13  | 25  | 18  | Ret | 13  | 19  | 14  | 0      |
| 33  | Patrick Reiterer       | NC  | 17  | 14  | 25  |     |     |     |     |     |     |     |     |     |     |     |     | 0      |
| 34  | Vittorio Ghirelli      | DNS | DNS | 17  | 26  | 20  | 22  | 20  | 21  | 15  | 16  | 24  | 15  | Ret | Ret | 23  | 21  | 0      |
| 35  | Marco Barba            |     |     |     |     |     |     |     |     |     |     | Ret | 19  |     |     |     |     | 0      |
| 36  | Jim Pla                |     |     | Ret | 20  |     |     |     |     |     |     |     |     |     |     |     |     | 0      |
| 37  | Mikhail Aleshin        |     |     | Ret | 22  |     |     |     |     |     |     |     |     |     |     |     |     | 0      |
| Pos | Piloto                 | BAR | BAR | IST | IST | VAL | VAL | SIL | SIL | HOC | HOC | BUD | BUD | SPA | SPA | MNZ | MNZ | Puntos |

| Color     | Resultado              |
| --------- | ---------------------- |
| Oro       | Ganador                |
| Plata     | 2.ª plaza              |
| Bronce    | 3.ª plaza              |
| Verde     | Finalizó en los puntos |
| Azul      | Finalizó sin puntos    |
| Azul      | NC - No clasificado    |
| Violeta   | Ret - No terminó       |
| Rojo      | DNQ - No se clasificó  |
| Negro     | DSQ - Descalificado    |
| Blanco    | DNS - No empezó        |
| Blanco    | WD - Retirado          |
| Blanco    | C - Carrera cancelada  |
| Sin color | DNP - No participó     |
| Sin color | INJ - Lesionado        |
| Sin color | EX - Excluido          |

| Estado  | Resultado |
| ------- | --- |
| Negrita | Pole position |
| Cursiva | Vuelta rápida puntuable, el piloto cumplió los requisitos para ser bonificado con uno o más puntos por lograr la vuelta rápida |
| †       | Abandona, pero clasifica al completar el porcentaje requerido para ello                                                        |

### Campeonato de Escuderías
| Pos | Escudería            | N.º | BAR | BAR | IST | IST | VAL | VAL | SIL | SIL | HOC | HOC | BUD | BUD | SPA | SPA | MNZ | MNZ | Puntos |
| --- | -------------------- | --- | --- | --- | --- | --- | --- | --- | --- | --- | --- | --- | --- | --- | --- | --- | --- | --- | ------ |
| 1   | ART Grand Prix       | 1   | 8   | 1   | 4   | 3   | Ret | Ret | 5   | 2   | Ret | 8   | 8   | 1   | 13  | 2   | Ret | 15  | 130    |
| 1   | ART Grand Prix       | 2   | 3   | 3   | 1   | 7   | 1   | 7   | 1   | 3   | 4   | 1   | 2   | 5   | 16  | 7   | 1   | Ret | 130    |
| 1   | ART Grand Prix       | 3   | 12  | 6   | Ret | 19  | 15  | 11  | Ret | 20  | 14  | 6   | 19  | Ret | 7   | 19  | 19  | Ret | 130    |
| 2   | Status Grand Prix    | 4   | 2   | 4   | 11  | 21  | 2   | 16  | 9   | 5   | 1   | 5   | 4   | 2   | 1   | 11  | 2   | 1   | 86     |
| 2   | Status Grand Prix    | 5   | 19  | 19  | 19  | 27  | 16  | 25  | 19  | Ret | 17  | 13  | 25  | 18  | Ret | 13  | 19  | 14  | 86     |
| 2   | Status Grand Prix    | 6   | Ret | 22  | 5   | 5   | 19  | 12  | 7   | 1   | Ret | 9   | 21  | 12  | Ret | 16  | 9   | 7   | 86     |
| 3   | Jenzer Motorsport    | 23  | 1   | Ret | 15  | 18  | 11  | 8   | 14  | 9   | 12  | Ret | 17  | 23  | 15  | 17  | 14  | 19  | 67     |
| 3   | Jenzer Motorsport    | 24  | 6   | 8   | 20  | 13  | 13  | 27  | 17  | 12  | 11  | Ret | Ret | 19  | 8   | Ret | Ret | 24  | 67     |
| 3   | Jenzer Motorsport    | 25  | 13  | 9   | 6   | 4   | 7   | 1   | 3   | 4   | Ret | 17  | 1   | 6   | 4   | 6   | 4   | 3   | 67     |
| 4   | Manor Racing         | 7   | 9   | 7   | 2   | 8   | 8   | 3   | Ret | 11  | 2   | Ret | 18  | 9   | Ret | 1   | 13  | Ret | 64     |
| 4   | Manor Racing         | 8   | 20  | 25  | 8   | 1   | 6   | 4   | 2   | Ret | Ret | Ret | 20  | 11  | 18  | 18  | 3   | 23  | 64     |
| 4   | Manor Racing         | 9   | 21  | 26  | Ret | Ret | 12  | 5   | Ret | Ret | DNS | 18  | 12  | 7   | 3   | 5   | 17  | 22  | 64     |
| 5   | Carlin               | 14  | Ret | 16  | 10  | 23  | Ret | 26  | 16  | 10  | 18† | 19  | 7   | Ret | Ret | 21  | 7   | 5   | 42     |
| 5   | Carlin               | 15  | 4   | 5   | 22† | 10  | 19  | 12  | 6   | 22  | 9   | 12  | 5   | 3   | 6   | 4   | Ret | 16  | 42     |
| 5   | Carlin               | 16  | 7   | 2   | Ret | 22  | 21  | 28  | 18  | 16  | Ret | 14  | 6   | 17  | Ret | 12  | 20  | Ret | 42     |
| 6   | Tech 1 Racing        | 26  | 22  | Ret | 9   | 9   | Ret | 20  | Ret | 17  | 10  | DSQ | 14  | 21  | Ret | 20  | 21  | 18  | 37     |
| 6   | Tech 1 Racing        | 27  | 11  | 11  | 24† | 14  | 10  | 6   | 10  | Ret | 5   | 3   | 3   | 4   | Ret | 24  | 16  | 20  | 37     |
| 6   | Tech 1 Racing        | 28  | 5   | 21  | Ret | 20  | 4   | 17  | Ret | Ret | 8   | 2   |     |     | 5   | DSQ | 22  | Ret | 37     |
| 7   | ATECH CRS GP         | 29  | NC  | 17  | 14  | 25  | 3   | 2   | Ret | 19  | 16  | Ret | Ret | 22  | 2   | 22† | 6   | 4   | 26     |
| 7   | ATECH CRS GP         | 30  | 14  | 10  | 12  | Ret | Ret | 19  | 13  | 8   | 13  | 20† | 16  | 10  | 17  | 10  | 12  | 9   | 26     |
| 7   | ATECH CRS GP         | 31  | DNS | DNS | 17  | 26  | 20  | 22  | 20  | 21  | 15  | 16  | 24  | 15  | Ret | Ret | 23  | 21  | 26     |
| 8   | Addax Team           | 17  | Ret | 20  | 3   | 6   | Ret | 18  | Ret | 23  | 7   | 7   | 13  | Ret | Ret | 9   | Ret | 17  | 25     |
| 8   | Addax Team           | 18  | Ret | 15  | 21  | 16  | 14  | 9   | 21  | 14  | Ret | 11  | Ret | 16  | Ret | 25  | 18  | 12  | 25     |
| 8   | Addax Team           | 19  | 16  | Ret | 25† | 12  | 18  | 10  | 8   | 13  | 6   | 4   | 11  | 8   | Ret | 14  | 5   | 2   | 25     |
| 9   | MW Arden             | 20  | Ret | 18  | 13  | 11  | Ret | 14  | Ret | 15  | Ret | 10  | 10  | Ret | 10  | 23† | 15  | 10  | 18     |
| 9   | MW Arden             | 21  | 10  | 23  | 7   | 2   | 5   | 13  | 15  | 18  | Ret | 15  | Ret | 20  | 9   | 3   | 11  | 6   | 18     |
| 9   | MW Arden             | 22  | 18  | 12  | 18  | 24  | Ret | 21  | Ret | Ret | Ret | Ret | 22  | 13  | 14  | Ret | Ret | 8   | 18     |
| 10  | RSC Mücke Motorsport | 10  | Ret | 14  | 23  | 17  | Ret | 15  | 12  | Ret | Ret | Ret | 23  | 14  | 12  | 15  | 8   | 13  | 17     |
| 10  | RSC Mücke Motorsport | 11  | 15  | 24  | Ret | Ret | Ret | 24  | 11  | 7   | 3   | Ret | 9   | Ret | Ret | Ret | Ret | Ret | 17     |
| 10  | RSC Mücke Motorsport | 12  | 17  | 13  | 16  | 15  | 9   | 29† | 4   | 6   | Ret | Ret | 15  | Ret | 11  | 8   | 12  | 11  | 17     |
| Pos | Escudería            | N.º | BAR | BAR | IST | IST | VAL | VAL | SIL | SIL | HOC | HOC | BUD | BUD | SPA | SPA | MNZ | MNZ | Puntos |

| Color     | Resultado              |
| --------- | ---------------------- |
| Oro       | Ganador                |
| Plata     | 2.ª plaza              |
| Bronce    | 3.ª plaza              |
| Verde     | Finalizó en los puntos |
| Azul      | Finalizó sin puntos    |
| Azul      | NC - No clasificado    |
| Violeta   | Ret - No terminó       |
| Rojo      | DNQ - No se clasificó  |
| Negro     | DSQ - Descalificado    |
| Blanco    | DNS - No empezó        |
| Blanco    | WD - Retirado          |
| Blanco    | C - Carrera cancelada  |
| Sin color | DNP - No participó     |
| Sin color | INJ - Lesionado        |
| Sin color | EX - Excluido          |

| Estado  | Resultado |
| ------- | --- |
| Negrita | Pole position |
| Cursiva | Vuelta rápida puntuable, el piloto cumplió los requisitos para ser bonificado con uno o más puntos por lograr la vuelta rápida |
| †       | Abandona, pero clasifica al completar el porcentaje requerido para ello                                                        |

## Estadísticas

### Campeonato de Pilotos
| Pos. | Piloto                 | Escudería            | Carreras | Victorias | Porcentaje de victorias | Podios | Poles | Vueltas rápidas | Puntos |
| ---- | ---------------------- | -------------------- | -------- | --------- | ----------------------- | ------ | ----- | --------------- | ------ |
| 1    | Esteban Gutiérrez      | ART Grand Prix       | 16       | 5         | 31,3%                   | 9      | 3     | 7               | 88     |
| 2    | Robert Wickens         | Status Grand Prix    | 16       | 3         | 18,8%                   | 7      | 1     | 2               | 71     |
| 3    | Nico Müller            | Jenzer Motorsport    | 16       | 2         | 12,5%                   | 4      | 1     | 2               | 53     |
| 4    | Alexander Rossi        | ART Grand Prix       | 16       | 2         | 12,5%                   | 5      |       | 1               | 38     |
| 5    | Rio Haryanto           | Manor Racing         | 16       | 1         | 6,3%                    | 3      |       |                 | 27     |
| 6    | Roberto Merhi          | ATECH CRS GP         | 12       |           |                         | 3      |       | 1               | 26     |
| 7    | Dean Smith             | Carlin               | 16       |           |                         | 1      |       |                 | 24     |
| 8    | James Jakes            | Manor Racing         | 12       |           |                         | 3      |       |                 | 21     |
| 9    | Stefano Coletti        | Tech 1 Racing        | 14       |           |                         | 2      |       |                 | 18     |
| 10   | Miki Monrás            | MW Arden             | 16       |           |                         | 2      |       | 1               | 17     |
| 11   | Mirko Bortolotti       | Addax Team           | 16       |           |                         | 1      |       |                 | 16     |
| 12   | Daniel Morad           | Status Grand Prix    | 16       | 1         | 6,3%                    | 1      |       | 1               | 15     |
| 13   | Pål Varhaug            | Jenzer Motorsport    | 16       | 1         | 6,3%                    | 1      |       |                 | 10     |
| 14   | Daniel Juncadella      | Tech 1 Racing        | 10       |           |                         | 1      |       |                 | 10     |
| 15   | Adrian Quaife-Hobbs    | Manor Racing         | 15       |           |                         | 1      |       |                 | 10     |
| 16   | Felipe Guimarães       | Addax Team           | 16       |           |                         | 1      |       |                 | 9      |
| 17   | Jean-Éric Vergne       | Tech 1 Racing        | 4        |           |                         |        |       |                 | 9      |
| 18   | Josef Newgarden        | Carlin               | 16       |           |                         |        | 1     |                 | 8      |
| 19   | Lucas Foresti          | Carlin               | 10       |           |                         | 1      |       |                 | 7      |
| 20   | Adrien Tambay          | Manor Racing         | 4        | 1         | 25%                     | 1      |       |                 | 6      |
| 21º  | Renger van der Zande   | RSC Mücke Motorsport | 16       |           |                         | 1      |       |                 | 6      |
| 22   | Tobias Hegewald        | RSC Mücke Motorsport | 16       |           |                         |        |       |                 | 6      |
| 23   | Nigel Melker           | RSC Mücke Motorsport | 16       |           |                         |        | 2     |                 | 5      |
| 24   | Pedro Nunes            | ART Grand Prix       | 16       |           |                         |        |       |                 | 4      |
| 25   | Simon Trummer          | Jenzer Motorsport    | 14       |           |                         |        |       |                 | 4      |
| 26   | António Félix da Costa | Carlin               | 4        |           |                         |        |       |                 | 3      |
| 27   | Leonardo Cordeiro      | MW Arden             | 16       |           |                         |        |       | 1               | 1      |
| 28   | Oliver Oakes           | ATECH CRS GP         | 16       |           |                         |        |       |                 | 0      |
| 29   | Doru Sechelariu        | Tech 1 Racing        | 16       |           |                         |        |       |                 | 0      |
| 30   | Pablo Sánchez López    | Addax Team           | 16       |           |                         |        |       |                 | 0      |
| 31   | Michael Christensen    | MW Arden             | 16       |           |                         |        |       |                 | 0      |
| 32   | Ivan Lukashevich       | Status Grand Prix    | 16       |           |                         |        |       |                 | 0      |
| 33   | Patrick Reiterer       | ATECH CRS GP         | 4        |           |                         |        |       |                 | 0      |
| 34   | Vittorio Ghirelli      | ATECH CRS GP         | 14       |           |                         |        |       |                 | 0      |
| 35   | Marco Barba            | Jenzer Motorsport    | 2        |           |                         |        |       |                 | 0      |
| 36   | Jim Pla                | Tech 1 Racing        | 2        |           |                         |        |       |                 | 0      |
| 37   | Mikhail Aleshin        | Carlin               | 2        |           |                         |        |       |                 | 0      |

### Campeonato de Escuderías
| Pos. | Escudería            | Carreras | Victorias | Podios | Poles | Vueltas rápidas | Puntos |
| ---- | -------------------- | -------- | --------- | ------ | ----- | --------------- | ------ |
| 1    | ART Grand Prix       | 48       | 7         | 14     | 3     | 8               | 130    |
| 2    | Status Grand Prix    | 48       | 4         | 8      | 1     | 3               | 86     |
| 3    | Jenzer Motorsport    | 48       | 3         | 5      | 1     | 2               | 67     |
| 4    | Manor Racing         | 47       | 2         | 8      |       |                 | 64     |
| 5    | Carlin               | 48       |           | 2      | 1     |                 | 42     |
| 6    | Tech 1 Racing        | 46       |           | 3      |       |                 | 37     |
| 7    | ATECH CRS GP         | 46       |           | 3      |       | 1               | 26     |
| 8    | Addax Team           | 48       |           | 2      |       |                 | 25     |
| 9    | MW Arden             | 48       |           | 2      |       | 2               | 18     |
| 10   | RSC Mücke Motorsport | 48       |           | 1      | 2     |                 | 17     |